# Theosophische Societät Germania
Die Theosophische Societät Germania oder abgekürzt Loge Germania war eine deutsche theosophische Organisation Ende des 19. Jahrhunderts.

## Geschichte
Die Gesellschaft wurde am 27. Juli 1884, vor allem auf Betreiben von Mary Gebhard im Haus der Fabrikantenfamilie Gebhard in Elberfeld in der Platzhoffstraße 12 gegründet. Nach der inoffiziell, das heißt ohne Stiftungsurkunde der Muttergesellschaft ins Leben gerufenen Loge Isis in Hamburg, war es die erste offizielle Loge der Theosophischen Gesellschaft in Deutschland und die zweite in Europa, nach der London Lodge in England. Wilhelm Hübbe-Schleiden war erst einen Tag vor der Gründung in die Theosophische Gesellschaft aufgenommen worden und kannte zu diesem Zeitpunkt die Grundschriften der Theosophie wie „Isis entschleiert“ erst wenige Wochen. Henry Steel Olcott, der Präsident der Theosophical Society (Adyar), war selbst zur Gründung der Loge herbeigekommen. Neben Olcott waren bei der konstituierenden Sitzung anwesend die Hausherrin Mary Gebhard (Schülerin von Éliphas Lévi), ihr Sohn Franz Gustav Gebhard, Madame Haemmerle aus Odessa, Coue aus Washington, Wilhelm Hübbe-Schleiden aus Hamburg und ein indischer Begleiter Olcotts. Gustav Gebhard, der Mann Mary Gebhards, der zum Gründerkreis der Deutschen Bank gehörte, wurde trotz Abwesenheit zum Schatzmeister gewählt. Als Vorsitzender wurde Wilhelm Hübbe-Schleiden ernannt.
Aufgrund einer Werbereise Olcotts und Hübbe-Schleidens über Leipzig, Bayreuth, München, Starnberg und Bad Kreuznach wuchs die Zahl der Mitglieder rasch. Höhepunkt der Reise war am 9. August 1884 die zweite Mitgliederversammlung der Loge mit Vorträgen unter freiem Himmel im Wald von Ambach am Starnberger See. Hier wurden u. a. Carl du Prel und Gabriel von Max aufgenommen. Als das Komitee von der Werbetour nach Elberfeld zurückkam, traf auch Helena Blavatsky dort ein. Die Begegnung mit der Gründerin der Gesellschaft festigten zunächst die Societät Germania. Auf ihrem Höhepunkt im Sommer 1885 zählte die Loge 33 eingetragene Mitglieder, darunter Franz Hartmann und Carl Kiesewetter. Als im September 1884 die umstrittene Coulomb-Affäre, welche Frau Blavatsky und damit die gesamte Theosophische Gesellschaft stark in Misskredit brachte, auch in Deutschland bekannt wurde, kam es bereits wieder zu ersten Austritten aus der Loge. Blavatskys Rückkehr nach Indien im Winter 1884–85 konnte die Vorwürfe nicht völlig aufklären. Das Erscheinen des Hodgson Reports im Dezember 1885 erschütterte den kleinen Personenbestand. Ein weiterer Aufenthalt Blavatskys in Elberfeld im Sommer 1886 brachte für viele Mitglieder keine Wiederherstellung des Vertrauens. Mit einem Mitgliederstand von nur noch 13 Personen wurde die Loge deshalb am 31. Dezember 1886 aufgelöst.
Trotz ihres kurzen Bestehens gingen von der Loge Germania wichtige Impulse für die weitere Verbreitung der Theosophie im deutschsprachigen Raum aus. Das geplante Publikationsorgan der Loge, die Zeitschrift Sphinx, bestand auch nach der Auflösung weiter und verbreitete die theosophische Weltanschauung. Das Mitglied Franz Hartmann gründete später die Deutsche Theosophische Gesellschaft (Hartmann). Auch kann die Loge Germania als Vorläuferin der Theosophischen Vereinigung und der Deutschen Theosophischen Gesellschaft (D.T.G.) betrachtet werden. Aus der D.T.G. ging schließlich die Deutsche Sektion der Theosophischen Gesellschaft hervor, woraus die Anthroposophische Gesellschaft von Rudolf Steiner entstand.
Die „Loge Germania“ ist nicht zu verwechseln mit der „Germania-Loge Nr. 1“, die ein Teil des Independent Order of Odd Fellows ist.

## Mitglieder
1. Marie Gebhard (Vice-Präsident)
2. Consul Gustav Gebhard (Schatzamt)
3. Arthur H. Gebhard 
4. Rudolf E. Gebhard
5. Dr. Wilhelm Hübbe-Schleiden (Präsident)
6. Franz Gebhard (Secretair)
7. Alme Gebhard 
8. Oskar von Hoffmann
9. Evelina von Hoffmann 
10. Theodor Diesel
11. Ernst von Weber
12. Prof. Gabriel Max
13. Emma Max
14. Mimmi Kitzing
15. Carl Freiherr du Prel (Vice-Präsident)
16. Albertine Freifrau du Prel 
17. Adolf Graf von Spreti
18. Caroline Gräfin von Spreti
19. Franz Urban
20. Baron Adolf von Hoffmann
21. Dr. Hermann Urban
22. Dr. Franz Hartmann
23. Prof. Carl Wilhelm Sellin
24. Otto Neuburg 
25. Albrecht Wilhelm Sellin
26. Caroline Sellin
27. Bernhard Hubo
28. August Niemann
29. Dr. Carl von Bergen
30. Sophie von Bergen
31. Franziska Lacher 
32. Marie von Schneeweiss
33. Julius Gillis
34. Carl Kiesewetter
35. Sophie Sprenger
36. Anna S.E. Conrad